# Vincent, le Magnifique
Pour plus de détails, voir Fiche technique et Distribution.
Vincent, le Magnifique est un court métrage franco-suisse réalisé par Pascal Forney sorti en 2008.

## Synopsis
Il y a longtemps dans une vallée reculée, dont personne n'a jamais su le nom, vivait Vincent. Vincent est un magicien qui tente chaque soir le numéro de la femme coupée en deux. Ignorant la nécessité d'un trucage, il transforme jour après jour les alentours du cabaret où il se produit en cimetière. Un soir, son idole lui apparaît, le célèbre Blackstone lui révèle le secret. En route pour la gloire?

## Fiche technique
- Titre original : Vincent, le Magnifique
- Titre anglais international : The Great Vincent
- Réalisation : Pascal Forney
- Scénario : Pascal Forney, Laurent Gachoud
- Photographie : Pascal Montjovent
- Son : Jürg Lempen, Alexis Jung, Enrico Perricone
- Montage : Laurence Manheimer
- Direction artistique : Melina Costas
- Musique : David Noir
- Production : Arnaud Gantenbein, Antoine Disle, Pascal Forney
- Société de production :  Imaginastudio Striana Production TSR
- Budget : 200 000 CHF
- Pays d'origine :  Suisse,  France
- Langue originale : français
- Format : couleur - HD 16/9 - Son stéréo
- Genre : Comédie noire et fantastique
- Durée : 23 minutes
- Dates de sortie : avril 2008[évasif]

## Distribution
- Alexandre de Marco : Vincent, le Magnifique
- Jean-Claude Dreyfus : Pierre, le tenancier
- Didier Flamand : Blackstone
- Benoît Allemane : Le narrateur
- Rachel Gordy : Les jumelles
- Nelly Uzan : La logeuse
- Nadia Perez : La première victime
- Michel Moulin : L'homme dans la rue

## Distinctions
- Le film a remporté le Narcisse du meilleur court-métrage suisse en 2008 au Festival international du film fantastique de Neuchâtel .
- Le film a remporté le prix du jury en 2008 lors de La Nuit du Court-Métrage de Lausanne.
- Le film a remporté le prix du public en 2010 au Festival Européen du Court-Métrage de Bordeaux.

## Commentaires
En 2006, l’idée de Vincent, le Magnifique germe dans l’esprit de Pascal Forney, jeune réalisateur diplômé de l’École Cantonale d’Art de Lausanne (ecal). Pour Pascal, lui-même illusionniste, ce film est l’occasion de concilier ses deux domaines de prédilection : la magie et le cinéma.